# Saane
Saane, eller på franska Sarine (it. Sarina), är en vänsterbiflod till Aare i kantonerna Valais, Bern, Vaud och Fribourg i Schweiz. Längden är 128 kilometer.

## Sträckning och tillflöden
Saane rinner upp i Valais, väster om Col du Sanetsch vid Les Diablerets-massivet. Först flyter den norrut till Saanen i Berner Oberland och därefter västerut genom Pays d'Enhaut till Montbovon i Gruyère. Med huvudriktningen norr passerar den Broc, staden Fribourg och Laupen innan den mynnar i Aare väster om Bern. Det finns flera kraftverksdammar.
De viktigaste tillflödena är Glâne och Sense (fr. Singine).
Medelvattenföringen i det nedre loppet, vid Laupen, efter Senses inflöde är 45m³/s.

## Symbolik
I Schweiz får Saane symbolisera gränsen mellan det tysktalande Schweiz och Romandiet. Saane korsar språkgränsen tre gånger, men gränsen och floden sammanfaller endast över kortare sträckor. Den längsta, norr om Fribourg, är en mil lång, mellan kommunerna Granges-Paccot, La Sonnaz, Barberêche och Düdingen.